# 馬亨
马亨（1207年—1277年），字大用，元朝邢州南和（今河北省南和县）人。
马亨世代务农，以资财雄于乡里。金朝末年为小吏。窝阔台时马亨被辟为掾，以才干著称。1234年，升为转运司副使。1250年，被劉秉忠推荐给忽必烈。1253年，任京兆榷课所长官。中统元年（1260年），升陕西四川规措军储转运使。诛杀刘太平等，安定关辅。中统四年（1263年），又上便宜六事。至元三年（1266年），任左三部尚书，改为户部尚书，出纳钱粮，有条不紊。曾建言立常平仓和义仓。至元七年（1270年），立尚书省，为尚书，领左部，被平章阿合马所忌。阿合马诬陷他，使他罢官。元兵围襄樊，复出为佥河南行省事，调发军饷，多有劳绩。后还京师，去世。